# Odette Yustman
Odette Juliette Annable, född Yustman, den 10 maj 1985 i Los Angeles County i Kalifornien, är en amerikansk skådespelare. Hon är mest känd för sin roll som Beth McIntyre i filmen Cloverfield. Sedan år 2011 spelar hon även rollen som doktor Jessica Adams, i TV-serien House.
Odette är sedan år 2010 gift med skådespelaren Dave Annable. Hon heter från och med detta giftermål Annable i efternamn, och krediteras därför som Odette Annable, i dagens skådespelarsammanhang.

## Filmografi (i urval)

### Filmer
- 1990 – Dagissnuten
- 1996 – Hej Gud
- 2006 – The Holliday
- 2007 – Transformers
- 2007 – Walk Hard: The Dewey Cox Story
- 2008 – Cloverfield
- 2009 – The Unborn
- 2010 – Operation: Endgame
- 2010 – You Again
- 2011 – Chihuahuan från Beverly Hills 2 (röst)
- 2011 – The Double
- 2012 – Chihuahuan från Beverly Hills 3 (röst)

### TV-serier
- 2005 – Entourage (TV-serie)
- 2006 – Monk (TV-serie)
- 2007–2008 – October Road (TV-serie)
- 2008 – Life on Mars (TV-serie)
- 2010–2011 – Brothers & Sisters (TV-serie)
- 2011–2012 – House (TV-serie)
- 2013 – Golden Boy (TV-serie)
- 2013 – New Girl (TV-serie)
- 2013 – Anger Management (TV-serie)
- 2013–2015 – Banshee (TV-serie)
- 2014 – 2 1/2 män (TV-serie)
- 2014 – Rush (TV-serie)
- 2015 – The Grinder (TV-serie)
- 2016–2017 – Pure Genius (TV-serie)
- 2017–2020 – Supergirl (TV-serie)
- 2017–2018 – Elena från Avalor (TV-serie) (röst)
- 2019–2020 – Tell Me a Story (TV-serie)
- 2021 – Fantasy Island (TV-serie)
- 2021–nutid – Walker (TV-serie)